# Список чипсетів Intel

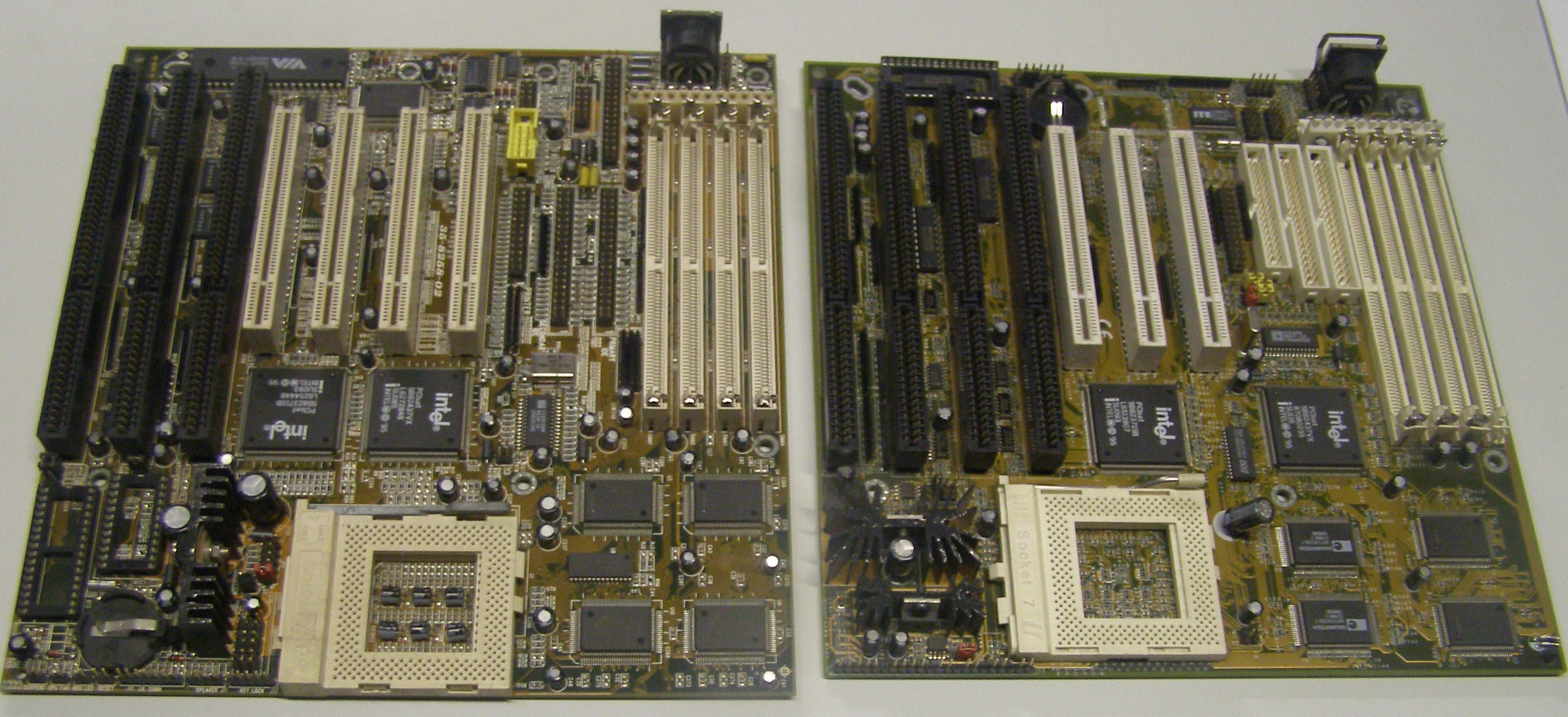
Дві материнські плати на базі чипсету Intel 430VX

У цій статті перераховуються чипсети, випущені фірмою Intel, і вказуються їх характеристики. З причини того, що фірмою Intel випускаються материнські плати власного виробництва, є деяке накладання стандартів, що застосовуються для виготовлення та маркування чипсетів стороннім виробникам і материнських плат, що випускаються під брендом Intel.

## Ранні чипсети— 286/386
Для своїх мікропроцесорів Intel 80286 і Intel 80386SX Intel ліцензувала чипсети POACH фірми ZyMOS.

У списку ранніх чипсетів Intel:
- 82350 EISA
- 82350DT EISA
- 82310 MCA
- 82340SX PC AT
- 82340DX PC AT
- 82320 MCA
- 82360SL — чипсет для мобільних процесорів 80386SL і 80486SL. Включав в себе контролери DMA, PIC, COM і LPT порти і логіку керування енергоспоживанням.

## Чипсети покоління 486 (i420)
- i420TX: Saturn:
  - Перший чипсет Intel для 486
  - S82423TX, S82424TX, S82378IB/ZB
  - Максимальна частота — 33 МГц
  - Політика кешу L2 — тільки наскрізна запис (WT)
  - Підтримує пам'ять FPM DRAM
  - ISA / PCI 2.0
- i420ZX: Saturn II
  - S82423TX, S82424ZX, S82378IB/ZB
  - Максимальна частота — 33 МГц
  - Підтримує DX4 і Pentium ODP
  - Політика кешу L2 — наскрізна або зворотний запис (WT / WB)
  - Підтримує пам'ять FPM DRAM більшого, ніж у попередника, обсягу
  - ISA / PCI 2.1
- i420EX: Aries
  - S82425EX, S82426EX
  - Максимальна частота — 50 МГц
  - Підтримує DX4 і Pentium ODP
  - Політика кешу L2 — наскрізна або зворотний запис (WT / WB)
  - Підтримує пам'ять FPM DRAM
  - ISA / PCI 2.0

## Чипсети покоління P5 (i430)
- i430LX: Mercury — перший чипсет для процесорів Pentium
  - Склад з шиною ISA: S82434LX (PCMC), S82433LX x2 (LBX), S82378ZB/IB (SIO)
  - Склад з шиною EISA: S82434LX (PCMC), S82433LX x2 (LBX), S82374EB/SB (ESC), S82375EB/SB (PCEB)
  - 1 CPU
  - Підтримка до 128 МБ пам'яті типу FPM
  - ISA / EISA / PCI 2.0
  - Інтерфейс IDE підтримує режим PIO4
- i430NX: Neptune
  - Склад з шиною ISA: S82434NX (PCMC), S82433NX x2 (LBX), S82378ZB/82379AB (SIO)
  - Склад з шиною EISA: S82434NX (PCMC), S82433NX x2 (LBX), S82374EB/SB (ESC), S82375EB/SB (PCEB)
  - 2 CPU
  - Підтримка до 512 МБ пам'яті типу FPM
  - ISA / EISA / PCI 2.0
- i430FX: Triton
  - SB82437FX (-66) (TSC), S82438FX x2 (TDP), SB82371FB (PIIX)
  - 1 CPU
  - Підтримка до 128 МБ пам'яті типу FPM або EDO
  - До 512 КБ кешу L2, Async Cache або Pipelined Burst Cache. Кешуються перші 64 МБ пам'яті.
  - ISA / PCI
  - Різновид — i430JX: Triton B, SB82437JX
- i430MX: Ariel
  - Мобільний чипсет. Те ж, що i430FX + підтримка APM
- i430VX: Triton VX
  - SB82437VX (TVX), S82438VX x2 (TDX), SB82371SB (PIIX3)
  - 1 CPU
  - До 512 КБ кешу L2, Pipelined Burst Cache. Кешуються перші 64 МБ пам'яті.
  - Підтримка до 128 МБ пам'яті типу FPM, EDO або SDRAM (PC66). Через обмеження чипсета підтримуються тільки мікросхеми SDRAM низької щільності. Тому для отримання 128 МБ SDRAM вимагалося використовувати «двоповерхові» двосторонні модулі по 32 мікросхеми на кожному
  - USB 1.0
  - ISA / PCI 2.1
- i430HX: Triton II
  - FW82439HX (TXC), SB82371SB (PIIX3) або S82374SB + S82375SB
  - 2 CPU
  - До 512 КБ кешу L2, Pipelined Burst Cache. Кешуєтся весь обсяг пам'яті (за умови установки мікросхеми кешу тегів достатньої ємності, інакше — перші 64 МБ)
  - ISA / EISA / PCI 2.1
  - Підтримка до 512 МБ пам'яті типу FPM або EDO
  - Різновид — i430JHX: Triton II B, FW82439JHX
- i430TX: Mobile Triton II
  - FW82439TX (MTXC), FW82371AB (PIIX4)
  - 1 CPU
  - До 512 КБ кешу L2, Pipelined Burst Cache. Кешуються перші 64 МБ пам'яті
  - Підтримка до 384 МБ FPM / EDO / SDRAM (PC66) (п'ять банків пам'яті, до трьох модулів DIMM)
  - USB 1.1
  - ISA / PCI 2.1

## Чипсети поколінняP6(i440)
Випускались з 1996 до 1998 року. Переважно під Pentium II, втім деякі моделі підтримують Pentium Pro, пізніші Pentium III, та тогочасні Celeron, Xeon. Мають підтримку EDO RAM або SDRAM. Як і попередники, також виконані з використанням топології північний міст-південний міст. FSB шина на 66/100 МГц.
- i440FX — кодова назва Natoma
  - Підтримка процесорів Pentium Pro та Pentium II
  - Вбудований PCI and Memory controller, та південний міст PIIX3
  - EDO RAM
  - Підтримка SMP до 4 процесорів.
- i440LX — Кодова назва Balboa
  - Підтримка процесорів Pentium II, Celeron
  - Вбудований PCI and Memory controller, та південний міст PIIX3
  - Підтримка шини AGP для відеокарт.
  - Підтримка SMP до 4 процесорів.
- i440EX.
  - Підтримка процесорів Pentium II, Celeron
  - Цей та чипсети серії i440 в списку нижче мають вбудований південний міст PIIX4.

- i440BX — Кодова назва Seattle. Відомий тим що розробники QEMU використовують його, та його PIIX4E для емуляції обладнання.
  - Підтримка процесорів Pentium II та Pentium III, Celeron, Xeon
  - Підтримка SMP до 4 процесорів.
- i440GX — Кодова назва Marlinspike
  - Підтримка процесорів Pentium II та Pentium III, Celeron, Xeon
  - Підтримка SMP до 4 процесорів.
  - Підтримують пам'ять SDRAM до 2ГБ.
- i440ZX
  - Підтримка процесорів Pentium II та Pentium III, Celeron
  - Підтримують пам'ять лише SDRAM до 256/512 МБ.
  - Не підтримується SMP
- i440MX
  - Підтримка процесорів Pentium II та Pentium III, Celeron
  - Підтримують пам'ять лише SDRAM до 512 МБ.
  - Не підтримується SMP

## Чипсети серії i8xx
- Intel 810, кодова назва «Уїтні» (англ. Whitney)
- Intel 820/820E (Camino)
  - Представлений в листопаді 1999
  - FSB: 66, 100 і 133 МГц
  - Режим AGP 4x
  - UDMA/66 (i820), UDMA/100 (i820E)
  - Підтримувані типи пам'яті: RDRAM, SDRAM (PC133)
  - Підтримувані процесори: Всі Slot 1 процесори
  - Дозволено до двох процесорів для SMP[1]
- Intel 840 (Carmel)
  - Представлений в жовтні 1999
  - FSB: 66, 100 і 133 МГц
  - Режим AGP 4x
  - Підтримувані типи пам'яті: PC800 RDRAM (до 4 GB)
  - Підтримувані процесори: Pentium II/III, Celeron
  - Дозволено до двох процесорів для SMP
- Intel 815 (Solano): i815, i815E, i815EP, i815 B-Step
  - FSB: 66, 100 і 133 МГц
  - AGP 1X/2X/4X (i815, i815E, i815EP) + вбудоване графічне ядро Intel i752 (i815, i815E)
  - Підтримувані типи пам'яті: SDRAM (до 512 MB)
  - Підтримувані процесори: Intel Celeron / Pentium III Socket 370[2]
- i830P (Almador), i830G :
  - Мобільний варіант i815P, i815
- i845 : Brookdale
- i845B: Brookdale-E
- i845GL: Brookdale-GL (G — вбудоване графічне ядро)
- i848 : Springdale Light
- i850 : Tehama
- i860 : Colusa/Wombat
- i865G: Springdale
- i865GV: Springdale
- i875P: Springdale/Canterwood

### Чипсети для Pentium-M
- i845MP: Brookdale-M
- i845MZ: Brookdale-MZ
- i825
- i852GM: Montara
- i852GME: Montara
- i852GMV: Montara
- i852PM: Montara
- i855GM: Montara
  - Вбудована графіка
- i855GME: Montara
- i855PM: Odem

## Чипсети серій 9xx і серій 3/4 (використовуютьPCI Express)

### Чипсети для Pentium 4 / Pentium D / Pentium EE
Всі набори мікросхем наведені в таблиці нижче:
- Не підтримують SMP
- Підтримують -R і -DH варіанти для південних мостів

| Чипсет | Кодове ім'я   | Part numbers   | Південний міст | Дата випуску  | Для процесорів                                              | FSB (МГц)    | Типи пам'яті                 | Max. пам'ять | Parity/ECC | Графіка                                | TDP    |
| ------ | ------------- | -------------- | -------------- | ------------- | ----------------------------------------------------------- | ------------ | ---------------------------- | ------------ | ---------- | -------------------------------------- | ------ |
| 910GL  | Grantsdale-GL | 82910GL (GMCH) | ICH6           | вересень 2004 | Pentium 4, Celeron, Celeron D                               | 533          | DDR 333/400                  | 2 ГБ         | No/No      | Integrated GMA 900                     | 16.3 W |
| 915P   | Grantsdale    | 82915P (MCH)   | ICH6           | червень 2004  | Pentium 4, Celeron D                                        | 533/800      | - DDR 333/400 - DDR2 400/533 | 4 ГБ         | No/No      | PCI Express 16×                        | 16.3 W |
| 915PL  | Grantsdale-PL | 82915PL (MCH)  | ICH6           | березень 2005 | Pentium 4, Celeron D                                        | 533/800      | DDR 333/400                  | 2 ГБ         | No/No      | PCI Express 16×                        | 16.3 W |
| 915G   | Grantsdale-G  | 82915G (GMCH)  | ICH6           | червень 2004  | Pentium 4, Celeron D                                        | 533/800      | - DDR 333/400 - DDR2 400/533 | 4 ГБ         | No/No      | - PCI Express 16× - Integrated GMA 900 | 16.3 W |
| 915GL  | Grantsdale-GL | 82915GL (GMCH) | ICH6           | березень 2005 | Pentium 4, Celeron D                                        | 533/800      | DDR 333/400                  | 4 ГБ         | No/No      | Integrated GMA 900                     | 16.3 W |
| 915GV  | Grantsdale-GV | 82915GV (GMCH) | ICH6           | червень 2004  | Pentium 4, Celeron D                                        | 533/800      | - DDR 333/400 - DDR2 400/533 | 4 ГБ         | No/No      | Integrated GMA 900                     | 16.3 W |
| 925X   | Alderwood     | 82925X (MCH)   | ICH6           | червень 2004  | Pentium 4, Pentium 4 EE                                     | 800          | DDR2 400/533                 | 4 ГБ         | Yes/Yes    | PCI Express 16×                        | 12.3 W |
| 925XE  | Alderwood-XE  | 82925XE (MCH)  | ICH6           | листопад 2004 | Pentium 4, Pentium 4 EE                                     | 800/1066     | DDR2 400/533                 | 4 ГБ         | Yes/Yes    | PCI Express 16×                        | 13.3 W |
| 955X   | Lakeport-X    | 82955X (MCH)   | ICH7           | квітень 2005  | Pentium 4, Pentium 4 EE, Pentium D, Pentium XE              | 800/1066     | DDR2 533/667                 | 8 ГБ         | Yes/Yes    | PCI Express 16×                        | 13.5 W |
| 945P   | Lakeport      | 82945P (MCH)   | ICH7           | травень 2005  | Pentium 4, Pentium D, Celeron D, Core 2 Extreme, Core 2 Duo | 533/800/1066 | DDR2 400/533/667             | 4 ГБ         | No/No      | PCI Express 16×                        | 15.2 W |
| 945PL  | Lakeport-PL   | 82945PL (MCH)  | ICH7           | березень 2006 | Pentium 4, Pentium D, Celeron D                             | 533/800      | DDR2 400/533                 | 2 ГБ         | No/No      | PCI Express 16×                        | 15.2 W |
| 945G   | Lakeport-G    | 82945G (GMCH)  | ICH7           | травень 2005  | Pentium 4, Pentium D, Celeron D, Core 2 Extreme, Core 2 Duo | 533/800/1066 | DDR2 400/533/667             | 4 ГБ         | No/No      | - PCI Express 16× - Integrated GMA 950 | 22.2 W |

## Чипсети поколінняCore 2
| Чипсет | Кодове ім'я    | Part numbers   | Південний міст        | Дата випуску | Процесори                                                            | FSB                    | Типи пам'яті                              | Max. пам'ять | Графіка                                                                                |
| ------ | -------------- | -------------- | --------------------- | ------------ | -------------------------------------------------------------------- | ---------------------- | ----------------------------------------- | ------------ | -------------------------------------------------------------------------------------- |
| 945GC  | Lakeport-GC    | 82945GC (MCH)  | ICH7/ICH7R/ICH7-DH    | 2007.01      | Pentium 4, Pentium D, Celeron D, Core 2 Duo, Pentium Dual-Core, Atom | 533/800 MHz            | DDR2 533/667                              | 2 ГБ         | - 1 PCI Express 16× - Інтегрована графіка GMA 950                                      |
| 945GZ  | Lakeport-GZ    | 82945GZ (GMCH) | ICH7                  | 2005.06      | Pentium 4, Pentium D, Celeron D, Core 2 Duo, Pentium Dual-Core       | 533/800 MHz            | DDR2 400/533                              | 2 (or 4?)ГБ  | Інтегрована графіка GMA 950                                                            |
| 946PL  | Lakeport-PL    | 82946PL (MCH)  | ICH7                  | 2006.07      | Pentium 4, Pentium D, Celeron D, Core 2 Duo, Pentium Dual-Core       | 533/800 MHz            | DDR2 533/667                              | 4 ГБ         | PCI Express 16×                                                                        |
| 946GZ  | Lakeport-GZ    | 82946GZ (GMCH) | ICH7                  | 2006.07      | Pentium 4, Pentium D, Celeron D, Core 2 Duo, Pentium Dual-Core       | 533/800 MHz            | DDR2 533/667                              | 4 ГБ         | - PCI Express 16× - Інтегрована GMA 3000                                               |
| 975X   | Glenwood       | 82975X (MCH)   | ICH7/ICH7R/ICH7-DH    | 2005.11      | Pentium D, Core 2 Quad, Core 2 Duo, Pentium Dual-Core                | 533/667/800/1066 MHz   | DDR2 533/667/8003                         | 8 GB         | - 1 PCI Express 161× - 1 PCI Express 8×                                                |
| P965   | Broadwater(P)  | 82P965 (MCH)   | ICH8/ICH8R/ICH8-DH    | 2006.06      | Pentium Dual-Core/Core 2 Quad/Core 2 Duo                             | 533/800/1066 MHz       | DDR2 533/667/800                          | 8 GB         | - PCI Express 16× - PCI Express 4×                                                     |
| G965   | Broadwater(GC) | 82G965 (GMCH)  | ICH8/ICH8R/ICH8-DH    | 2006.06      | Pentium Dual-Core/Core 2 Duo                                         | 533/800/1066 MHz       | DDR2 533/667/800                          | 8 GB         | - PCI Express 16× - Інтегрована GMA X3000                                              |
| Q965   | Broadwater(G)  | 82Q965 (GMCH)  | ICH8/ICH8R/ICH8-DH    | 2006.06      | Pentium Dual-Core/Core 2 Duo                                         | 533/800/1066 MHz       | DDR2 533/667/800                          | 8 GB         | - PCI Express 16× - Інтегрована GMA 3000 - Підтримка ADD2 Card                         |
| P31    | Bearlake (P)   | 82P31 (MCH)    | ICH7                  | 2007.08      | Pentium Dual-Core/Core 2 Quad/Core 2 Duo                             | 800/1066 MHz           | DDR2 667/800                              | 4 GB         | - 1 PCI Express 16× 1.1                                                                |
| P35    | Bearlake (P+)  | 82P35 (MCH)    | ICH9/ICH9R/ICH9-DH    | 2007.06      | Pentium Dual-Core/Core 2 Quad/Core 2 Duo                             | 800/1066/1333 MHz      | DDR2 or DDR3 667/800/1066                 | 8 GB         | - 1 PCI Express 16× 1.1 - 1 PCI Express 4× 1.1                                         |
| G31    | Bearlake (G)   | 82G31 (GMCH)   | ICH7                  | 2007.08      | Core 2 Quad/Core 2 Duo/Pentium Dual-Core                             | 800/1066/1333 MHz      | DDR2 667/800                              | 4 ГБ         | - 1 PCI Express 16× 1.1 - Інтегрована GMA 3100                                         |
| G33    | Bearlake (G+)  | 82G33 (GMCH)   | ICH9/ICH9R/ICH9-DH    | 2007.06      | Pentium Dual-Core/Core 2 Quad/Core 2 Duo                             | 800/1066/1333 MHz      | DDR2 667/800 DDR3 800/1066                | 8 GB 4 ГБ    | - 1 PCI Express 16× 1.1 Інтегрована GMA 3100 з: - Intel Clear Video Technology         |
| G35    | Bearlake       | 82G35 (GMCH)   | ICH8/ICH8R/ICH8-DH    | 2007.08      | Pentium Dual-Core/Core 2 Quad/Core 2 Duo                             | 800/1066/1333 MHz      | DDR2 667/800                              | 8 GB         | - 1 PCI Express 16× 1.1 Інтегрована GMA X3500 з: - DX10 - Intel Clear Video Technology |
| Q33    | Bearlake (QF)  | 82Q33 (MCH)    | ICH9/ICH9R            | 2007.06      | Pentium Dual-Core/Core 2 Quad/Core 2 Duo                             | 800/1066/1333 MHz      | DDR2 667/800                              | 8 ГБ         | - 1 PCI Express 16× 1.1                                                                |
| Q35    | Bearlake (Q)   | 82Q35 (MCH)    | ICH9/ICH9R/ICH9-DO    | 2007.06      | Pentium Dual-Core/Core 2 Quad/Core 2 Duo                             | 800/1066/1333 MHz      | DDR2 667/800                              | 8 ГБ         | - 1 PCI Express 16× 1.1                                                                |
| X38    | Bearlake (X)   | 82X38 (MCH)    | ICH9/ICH9R/ICH9-DH    | 2007.09      | Core 2 Quad/Core 2 Duo/Core 2 Extreme                                | 800/1066/1333 MHz      | DDR3 800/1066/1333 DDR2 667/800/1066      | 8 GB 16 ГБ   | - 2 PCI Express 16× 2.0                                                                |
| X48    | Bearlake (X)   | 82X48 (MCH)    | ICH9/ICH9R/ICH9-DH    | 2008.03      | Core 2 Quad/Core 2 Duo/Core 2 Extreme                                | 800/1066/1333/1600 MHz | DDR3 1066/1333/1600 DDR2 533/667/800/1066 | 8 GB 16 GB   | - 2 PCI Express 16× 2.0                                                                |
| P43    | Eaglelake (P)  | 82P43 (MCH)    | ICH10/ICH10R          | 2008.06      | Core 2 Quad/Core 2 Duo                                               | 800/1066/1333 MHz      | DDR3 800/1066 DDR2 667/800                | 8 GB 16 GB   | - 1 PCI Express 16× 2.0                                                                |
| P45    | Eaglelake (P+) | 82P45 (MCH)    | ICH10/ICH10R          | 2008.06      | Core 2 Quad/Core 2 Duo                                               | 800/1066/1333 MHz      | DDR3 800/1066/1333 DDR2 667/800/1066      | 8 GB 16 GB   | - 1 PCI Express 16× 2.0 - 2 PCI Express 8× 2.0                                         |
| G41    | Eaglelake (G)  | 82G41 (GMCH)   | ICH7                  | 2008.09      | Core 2 Quad/Core 2 Duo                                               | 800/1066/1333 MHz      | DDR3 800/1066 DDR2 667/800                | 4 GB 8 GB    | - 1 PCI Express 16× 1.1 - Інтегрована GMA X4500                                        |
| G43    | Eaglelake (G)  | 82G43 (GMCH)   | ICH10/ICH10R          | 2008.06      | Core 2 Quad/Core 2 Duo                                               | 800/1066/1333 MHz      | DDR3 800/1066 DDR2 667/800                | 8 GB 16 GB   | - 1 PCI Express 16× 2.0 - Інтегрована GMA X4500                                        |
| G45    | Eaglelake (G+) | 82G45 (GMCH)   | ICH10/ICH10R          | 2008.06      | Core 2 Quad/Core 2 Duo                                               | 800/1066/1333 MHz      | DDR3 800/1066 DDR2 667/800                | 8 GB 16 GB   | - 1 PCI Express 16× 2.0 - Інтегрована GMA X4500HD                                      |
| B43    | Eaglelake (B)  | 82B43 (GMCH)   | ICH10D                | 2008.12      | Core 2 Quad/Core 2 Duo                                               | 800/1066/1333 MHz      | DDR3 800/1066 DDR2 667/800                | 16 GB        | - 1 PCI Express 16× 2.0 - Інтегрована GMA X4500                                        |
| Q43    | Eaglelake (Q)  | 82Q43 (GMCH)   | ICH10/ICH10R/ICH10D   | 2008.08      | Core 2 Quad/Core 2 Duo                                               | 800/1066/1333 MHz      | DDR3 800/1066 DDR2 667/800                | 8 GB 16 GB   | - 1 PCI Express 16× 2.0 - Інтегрована GMA X4500                                        |
| Q45    | Eaglelake (Q)  | 82Q45 (GMCH)   | ICH10/ICH10R/ICH10-DO | 2008.08      | Core 2 Quad/Core 2 Duo                                               | 800/1066/1333 MHz      | DDR3 800/1066 DDR2 667/800                | 8 GB 16 GB   | - 1 PCI Express 16× 2.0 - Інтегрована GMA X4500                                        |

## Чипсети серій 5/6/7/8

### Чипсети з підтримкоюLGA 1156процесорів
| Чипсет | Кодове ім'я | Номер                  | Part numbers  | Дата випуску | Інтерфейс шини | Швидкість шини | Лінії PCI Express        | PCI | SATA              | USB               | FDI підтримка | TDP   |
| ------ | ----------- | ---------------------- | ------------- | ------------ | -------------- | -------------- | ------------------------ | --- | ----------------- | ----------------- | ------------- | ----- |
| P55    | Ibex Peak   | SLH24 (B3), SLGWV (B2) | BD82P55 (PCH) | Sep 2009     | DMI            | 2 GB/s         | 8 PCIe 2.0 at 2.5 Gbit/s | Так | 3 Gbit/s, 6 Ports | Rev 2.0, 14 Ports | Ні            | 4.7 W |
| H55    | Ibex Peak   | SLGZX(B3)              | BD82H55 (PCH) | Jan 2010     | DMI            | 2 GB/s         | 6 PCIe 2.0 at 2.5 Gbit/s | Так | 3 Gbit/s, 6 Ports | Rev 2.0, 12 Ports | Так           | 5.2 W |
| H57    | Ibex Peak   | SLGZL(B3)              | BD82H57 (PCH) | Jan 2010     | DMI            | 2 GB/s         | 8 PCIe 2.0 at 2.5 Gbit/s | Так | 3 Gbit/s, 6 Ports | Rev 2.0, 14 Ports | Так           | 5.2 W |
| Q57    | Ibex Peak   | SLGZW(B3)              | BD82Q57 (PCH) | Jan 2010     | DMI            | 2 GB/s         | 8 PCIe 2.0 at 2.5 Gbit/s | Так | 3 Gbit/s, 6 Ports | Rev 2.0, 14 Ports | Так           | 5.1 W |

### Чипсети з підтримкоюLGA 1155процесорів
| Чипсет | Кодове ім'я   | Номер                           | Part numbers  | Дата випуску    | Інтерфейс шини | Швидкість шини | Лінії PCI Express | PCI | SATA                                  | USB                                  | FDI підтримка | TDP   |
| ------ | ------------- | ------------------------------- | ------------- | --------------- | -------------- | -------------- | ----------------- | --- | ------------------------------------- | ------------------------------------ | ------------- | ----- |
| H61    | Cougar Point  | SLH83(B2) SLJ4B(B3)             | BD82H61 (PCH) | Лютий 20, 2011  | DMI 2.0        | 4 GB/s         | 6 PCIe 2.0        | Ні  | 3 Gbit/s, 4 Ports                     | Rev 2.0, 10 Ports                    | Так           | 6.1 W |
| P67    | Cougar Point  | SLH84(B2) (Recalled) SLJ4C (B3) | BD82P67 (PCH) | January 9, 2011 | DMI 2.0        | 4 GB/s         | 8 PCIe 2.0        | Ні  | 6 Gbit/s, 2 Ports & 3 Gbit/s, 4 Ports | Rev 2.0, 14 Ports                    | Ні            | 6.1 W |
| H67    | Cougar Point  | SLH82(B2) (Recalled) SLJ49 (B3) | BD82H67 (PCH) | January 9, 2011 | DMI 2.0        | 4 GB/s         | 8 PCIe 2.0        | Ні  | 6 Gbit/s, 2 Ports & 3 Gbit/s, 4 Ports | Rev 2.0, 14 Ports                    | Так           | 6.1 W |
| Z68    | Cougar Point  | SLJ4F(B3)                       | BD82Z68 (PCH) | May 11, 2011    | DMI 2.0        | 4 GB/s         | 8 PCIe 2.0        | Ні  | 6 Gbit/s, 2 Ports & 3 Gbit/s, 4 Ports | Rev 2.0, 14 Ports                    | Так           | 6.1 W |
| Q67    | Cougar Point  | SLH85(B2) SLJ4D(B3)             | BD82Q67 (PCH) | Лютий 20, 2011  | DMI 2.0        | 4 GB/s         | 8 PCIe 2.0        | Так | 6 Gbit/s, 2 Ports & 3 Gbit/s, 4 Ports | Rev 2.0, 14 Ports                    | Так           | 6.1 W |
| Q65    | Cougar Point  | SLH99(B2) SLJ4E(B3)             | BD82Q65 (PCH) | Q2 2011         | DMI 2.0        | 4 GB/s         | 8 PCIe 2.0        | Так | 6 Gbit/s, 1 Port & 3 Gbit/s, 5 Ports  | Rev 2.0, 14 Ports                    | Так           | 6.1 W |
| B65    | Cougar Point  | SLH98(B2) SLJ4A(B3)             | BD82B65 (PCH) | Лютий 20, 2011  | DMI 2.0        | 4 GB/s         | 8 PCIe 2.0        | Так | 6 Gbit/s, 1 Port & 3 Gbit/s, 5 Ports  | Rev 2.0, 12 Ports                    | Так           | 6.1 W |
| Z77    | Panther Point | SLJC7(C1)                       | BD82Z77 (PCH) | April 8, 2012   | DMI 2.0        | 4 GB/s         | 8 PCIe 2.0        | Ні  | 6 Gbit/s, 2 Ports & 3 Gbit/s, 4 Ports | Rev 3.0, 4 Ports & Rev 2.0, 10 ports | Так           | 6.7 W |
| Z75    | Panther Point | SLJ87(C1)                       | BD82Z75 (PCH) | April 8, 2012   | DMI 2.0        | 4 GB/s         | 8 PCIe 2.0        | Ні  | 6 Gbit/s, 2 Ports & 3 Gbit/s, 4 Ports | Rev 3.0, 4 Ports & Rev 2.0, 10 ports | Так           | 6.7 W |
| H77    | Panther Point | SLJ88(C1)                       | BD82H77 (PCH) | April 8, 2012   | DMI 2.0        | 4 GB/s         | 8 PCIe 2.0        | Ні  | 6 Gbit/s, 2 Ports & 3 Gbit/s, 4 Ports | Rev 3.0, 4 Ports & Rev 2.0, 10 ports | Так           | 6.7 W |
| Q77    | Panther Point | SLJ83(C1)                       | BD82Q77 (PCH) | May 13, 2012    | DMI 2.0        | 4 GB/s         | 8 PCIe 2.0        | Так | 6 Gbit/s, 2 Ports & 3 Gbit/s, 4 Ports | Rev 3.0, 4 Ports & Rev 2.0, 10 ports | Так           | 6.7 W |
| Q75    | Panther Point | SLJ84(C1)                       | BD82Q75 (PCH) | May 13, 2012    | DMI 2.0        | 4 GB/s         | 8 PCIe 2.0        | Так | 6 Gbit/s, 1 Port & 3 Gbit/s, 5 Ports  | Rev 3.0, 4 Ports & Rev 2.0, 10 ports | Так           | 6.7 W |
| B75    | Panther Point | SLJ85(C1)                       | BD82B75 (PCH) | May 13, 2012    | DMI 2.0        | 4 GB/s         | 8 PCIe 2.0        | Так | 6 Gbit/s, 1 Port & 3 Gbit/s, 5 Ports  | Rev 3.0, 4 Ports & Rev 2.0, 8 ports  | Так           | 6.7 W |

P67 — підтримує процесори Core i3, i5, i7 з ядрами «Sandy Bridge». Цей чипсет не дозволяє використовувати вбудовану в процесор графічну систему, проте дає великі можливості для розгону і збірки конфігурацій з декількома відеокартами.
H67 — підтримує процесори Core i3, i5, i7 з ядрами «Sandy Bridge». Цей чипсет дає можливість використовувати вбудоване в процесор відеоядро (таким чином, комп'ютер зможе виводити зображення без окремої відеокарти), але можливості розгону і встановлення декількох відеокарт в системах на H67 вкрай обмежені або взагалі відсутні.
Z68 — підтримує процесори Core i3, i5, i7 з ядрами «Sandy Bridge». Цей чипсет уможливлює:
- використовувати вбудоване в процесор графічне ядро;
- динамічно перемикатися з графічного ядра на дискретну відеокарту;
- реалізована нова фірмова технологія пришвидшення роботи жорстких дисків за рахунок роботи в парі з твердотільним диском Intel Smart Response.
- материнські плати на цьому чипсеті мають досить високий розгінний потенціал.

### Чипсети з підтримкоюLGA 1150процесорів
| Чипсет | Кодове ім'я | Номер               | Part numbers  | Дата випуску | Інтерфейс шини | Швидкість шини | Лінії PCI Express | PCI | SATA                                  | USB                                  | FDI підтримка | TDP   |
| ------ | ----------- | ------------------- | ------------- | ------------ | -------------- | -------------- | ----------------- | --- | ------------------------------------- | ------------------------------------ | ------------- | ----- |
| Z87    | Lynx Point  | SR13A(C1) SR176(C2) | DH82Z87 (PCH) | Червень 2013 | DMI 2.0        | 4 GB/s         | 8 PCIe 2.0        | Ні  | 6 Gbit/s, 6 Ports                     | Rev 3.0, 6 Ports & Rev 2.0, 8 ports  | Так           | 4.1 W |
| H87    | Lynx Point  | SR139(C1) SR175(C2) | DH82H87 (PCH) | Червень 2013 | DMI 2.0        | 4 GB/s         | 8 PCIe 2.0        | Ні  | 6 Gbit/s, 6 Ports                     | Rev 3.0, 6 Ports & Rev 2.0, 8 ports  | Так           | ?     |
| H81    | Lynx Point  |                     | DH82H81 (PCH) | Червень 2013 | DMI 2.0        | 4 GB/s         | 6 PCIe 2.0        | Ні  | 6 Gbit/s, 2 Ports & 3 Gbit/s, 4 Ports | Rev 3.0, 2 Ports & Rev 2.0, 18 ports | Так           | ?     |
| Q87    | Lynx Point  | SR137(C1) SR173(C2) | DH82Q87 (PCH) | Червень 2013 | DMI 2.0        | 4 GB/s         | 8 PCIe 2.0        | Ні  | 6 Gbit/s, 6 Ports                     | Rev 3.0, 6 Ports & Rev 2.0, 8 ports  | Так           | 4.1 W |
| Q85    | Lynx Point  | SR138(C1) SR174(C2) | DH82Q85 (PCH) | Червень 2013 | DMI 2.0        | 4 GB/s         | 8 PCIe 2.0        | Ні  | 6 Gbit/s, 4 Ports & 3 Gbit/s, 2 Ports | Rev 3.0, 6 Ports & Rev 2.0, 8 ports  | Так           | ?     |
| B85    | Lynx Point  | SR13C(C1) SR178(C2) | DH82B85 (PCH) | Червень 2013 | DMI 2.0        | 4 GB/s         | 8 PCIe 2.0        | Ні  | 6 Gbit/s, 4 Ports & 3 Gbit/s, 2 Ports | Rev 3.0, 4 Ports & Rev 2.0, 8 ports  | Так           | ?     |